# Кампокроче (Венеција)
Кампокроче (итал. Campocroce) је насеље у Италији у округу Венеција, региону Венето.
Према процени из 2011. у насељу је живело 500 становника. Насеље се налази на надморској висини од 7 м.